# Juan Francisco Sarasti Jaramillo
Juan Francisco Sarasti Jaramillo CJM (Cali, 30 de julho de 1938 — 25 de fevereiro de 2021) foi prelado colombiano da Igreja Católica Romana. Era religioso professo da Congregação de Jesus e Maria e arcebispo emérito de Cali, arquidiocese que governou entre 2002 e 2011. Serviu anteriormente como bispo-auxiliar da mesma, de 1978 a 1983; bispo de Barrancabermeja, de 1983 a 1993; e arcebispo de Ibagué, de 1993 a 2011.

## Biografia
Nasceu em Cali, filho de Ester Jaramillo Echevarria e Francisco Sarasti Aparicio, engenheiro, os quais tiveram mais três filhos: Rodrigo Alberto, Angela María e Sofía Helena.
Realizou os estudos primários no Colégio San Luis Gonzaga, dos Irmãos Maristas, em Cali. Depois ingressou no Seminário Menor Santa Teresita, então dirigido pelos Padres Eudistas, e que funcionava naquele momento no município vizinho de Bitaco, para ali cursar o ensino médio. Em 1955, ingressou, em Bogotá, no Seminário Valmaría, da Congregação de Jesus e Maria. Ali, em 7 de fevereiro, iniciou sua provação.
Obteve licenciatura em Filosofia na Pontifícia Universidade Javeriana de Bogotá. Para os estudos de Teologia, foi enviado por seus superiores a Roma, Itália. Em 6 de abril de 1959, professou na Congregação de Jesus e Maria. Em 1963, obteve licenciatura em Teologia pela Pontifícia Universidade Gregoriana e recebeu o presbiterado em 30 de março do mesmo ano, na capital italiana. Também durante sua permanência em Roma, fez especialização em Mariologia no Pontifício Instituto Marianum.
Como eudista, antes de seu ministério episcopal, trabalhou como diretor e formador nos seminários de Santa Rosa de Osos, do qual também foi reitor entre 1971 e 1974, e de Pasto. Trabalhou também no Juniorado Eudista de San Pedro, foi diretor de provação em Valmaría e, em Roma, serviu como conselheiro geral residente da Congregação. Foi diretor do Secretariado de Seminários e Vocações da Conferência Episcopal da Colômbia.
Em 8 de março de 1978, o Papa Paulo VI nomeou-o bispo titular de Egara e auxiliar de Cali. Nesta mesma cidade, recebeu a sagração episcopal das mãos do arcebispo metropolita Alberto Uribe Urdaneta, com José de Jesús Pimiento Rodríguez, então arcebispo de Manizales, e seu co-irmão Eladio Acosta Arteaga, bispo de Antioquia, como co-consagrantes, em 6 de maio do mesmo ano.
Em 2 de janeiro de 1984, foi designado bispo da Diocese de Barrancabermeja, na província eclesiástica de Bucaramanga. Tomou posse da mesma em 3 de março seguinte. Seu ministério episcopal ali se prolongou por nove anos. Em 25 de março de 1993, sucedeu ao trono arquiepiscopal de Ibagué, do qual tomou posse em 20 de maio. Ali realizou seu ministério episcopal por mais nove anos.
Monsenhor Sarasti foi nomeado para suceder à Arquidiocese de Cali em 17 de agosto de 2002. Seu antecessor, Monsenhor Isaías Duarte Cancino, fora assassinado cinco meses antes. Tomou posse em 19 de outubro daquele ano.
Durante seu episcopado, foi vice-presidente da Conferência Episcopal da Colômbia de 1996 a 1999. Foi presidente, em várias ocasiões, de diversas comissões da CEC e membro da comissão de liturgia do CELAM. Foi delegado da CEC na Quarta Conferência Geral do Episcopado Latino-Americano em Santo Domingo e eleito para participar da assembleia especial para a América do Sínodo dos Bispos em novembro de 1997. Foi nomeado visitador apostólico de vários seminários da América Latina em diversas ocasiões. Participou, em nome da CEC, de reuniões nos Estados Unidos sobre o processo da paz na Colômbia.
Acometido pelo mal de Parkinson, Monsenhor Sarasti apresentou seu pedido de afastamento do governo arquiepiscopal à Santa Sé, a qual aceitou e promulgou sua renúncia em 18 de maio de 2011, sucedendo-lhe, como de direito, o coadjutor Monsenhor Darío de Jesús Monsalve Mejía. O prelado emérito sobreviveu por quase mais de onze anos e pereceu vítima de covid-19 em 25 de fevereiro de 2021. Suas exéquias foram realizadas dois dias depois e suas cinzas repousam na cripta da Catedral Metropolitana de Cali.